# Nik Felice

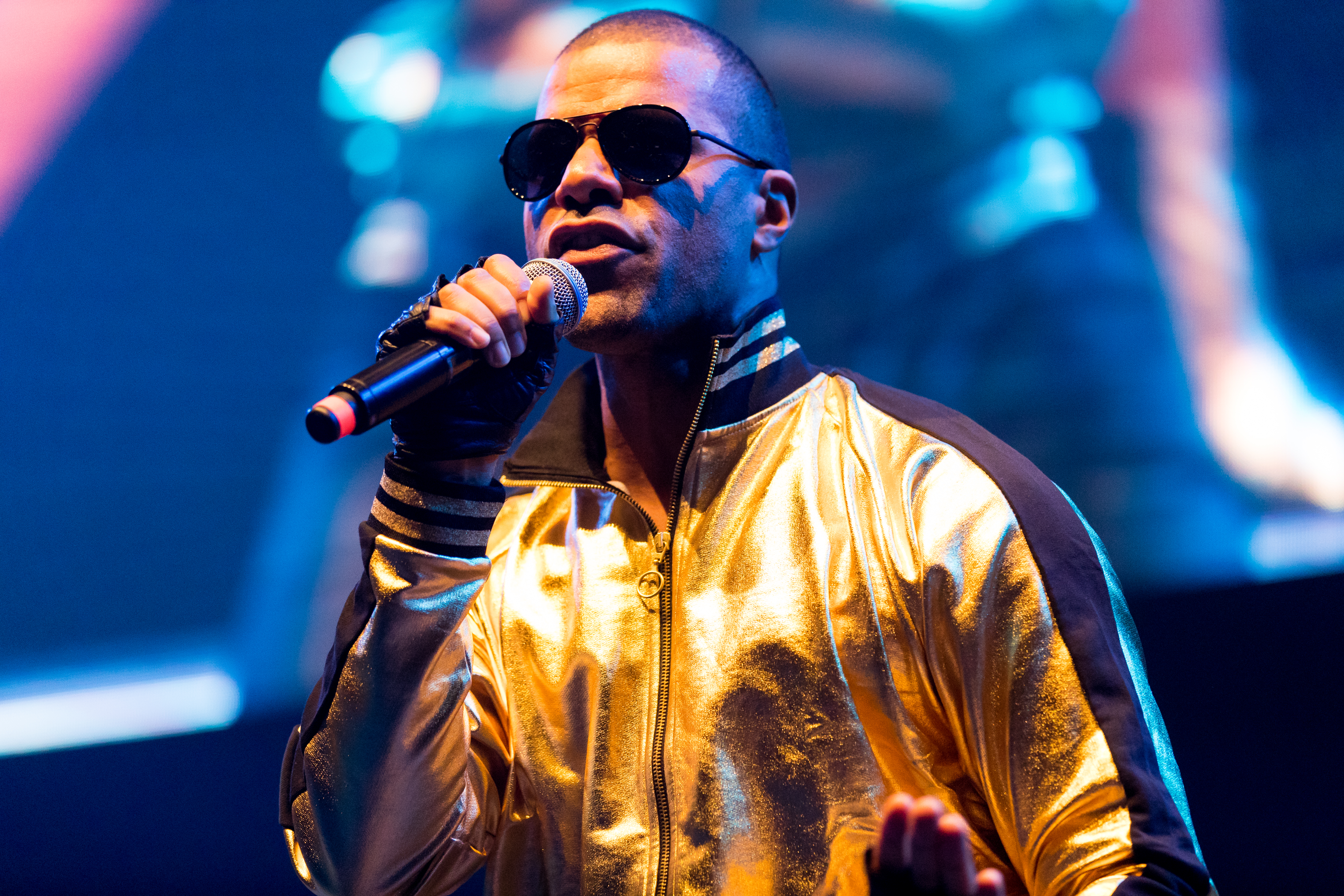
Nik Felice bei einem Auftritt mit der Band Pharao (2017)

Nik Felice (* 24. März 1980 als Nik Felice Aligbe in München) ist ein deutsch-nigerianischer Schauspieler, Synchronsprecher, Sänger und Songwriter.

## Leben
Nik Felice wurde als Sohn eines Nigerianers und einer Deutschen in München geboren. Hier besuchte er die Waldorfschule, wodurch sein Interesse für Musik und Schauspiel gefördert wurde. Nach dem Abschluss folgte eine Schauspielausbildung, während dieser er schon in ersten Theater- und Filmproduktionen mitwirkte.

## Karriere
2007 veröffentlichte Nik Felice seine erste Single Black Sun zusammen mit dem DJ Sweno N. Der Remix von Swen Weber wurde zum Clubhit und landete weltweit in den Playlists diverser DJs (u. a. David Guetta, Jean Claude Ades, Tom Novy uvm.). In den darauf folgenden Jahren tourte Nik Felice als Sänger und Backgroundsänger für Künstler wie Tiziano Ferro, Mariah Carey und andere. 2013 gründete er zusammen mit der Schauspielerin Friederike Sipp das Pop-Duo Two on a Box und veröffentlichte die erste gemeinsame Single Let’s Get High. Außerdem ist er seit Anfang 2016 unter dem Pseudonym Siam Bandmitglied der Eurodance-Band Pharao. Nik Felice ist des Weiteren als Sänger und Songwriter für die Universal Publishing (unippm) tätig.
Als Schauspieler drehte Nik Felice unter anderem für den Marienhof, SOKO München, Die Chefin und Sturm der Liebe sowie für diverse Werbungen und Musikvideos.
Im Dezember 2017 veröffentlichte Nik Felice mit den Frankfurter Produzenten von Caleidescope und dem russischen DJ- und Musikproduzenten-Duo Filatov & Karas eine Neuauflage des Modjo-Klassikers Lady (Hear Me Tonight).
Im Juli 2018 veröffentlichte Caleidescope zusammen mit Nik Felice ein Remake des Don-Henley-Klassikers Boys of Summer auf dem Label Inspirit Music Production. Das dazugehörige Musikvideo wurde auf Mallorca gedreht.
Im Sommer 2020 begannen die Dreharbeiten für die neue ZDF-Vorabendserie Kanzlei Berger. Hier übernahm Nik Felice die Rolle des Lui Fernandes im Hauptcast.

## Filmografie (Auswahl)
- 2004: Zugriff
- 2010: Marienhof
- 2015: Sturm der Liebe
- 2016: SOKO München
- 2016: Die Chefin
- 2017: Lady – Filatov & Karas RMX – CALEIDESCOPE feat. Nik Felice[4]
- 2021: Kanzlei Berger
- 2022: Herzogpark (Fernsehserie)
- 2023: 37 Sekunden (Fernsehserie)
- 2023: Hubert ohne Staller (Fernsehserie)

## Diskografie (Auswahl)
- 2007: Black Sun
- 2008: Changes (Jean Claude Ades feat. Nik Felice)
- 2013: Searching For So Long
- 2013: Best Time
- 2014: Ignite It[5]
- 2015: Fire
- 2015: Stars Collide
- 2016: Sorry
- 2017: Lady – Filatov & Karas RMX – CALEIDESCOPE feat. Nik Felice
- 2018: Boys Of Summer – CALEIDESCOPE feat. Nik Felice

## Theater (Auswahl)
- 2004: Re`Spekt – Tournee, Regie: Marcus Hank
- 2007: Peter’s Friends, Regie: Heiko Dietz
- 2008: Einsam, Zweisam, Dreisam, Regie: Heiko Dietz
- 2009–2010: Die Nelson Mandela Story – Tournee, Regie: Barry L. Goldman[6][7]